# Ludwig Jäger

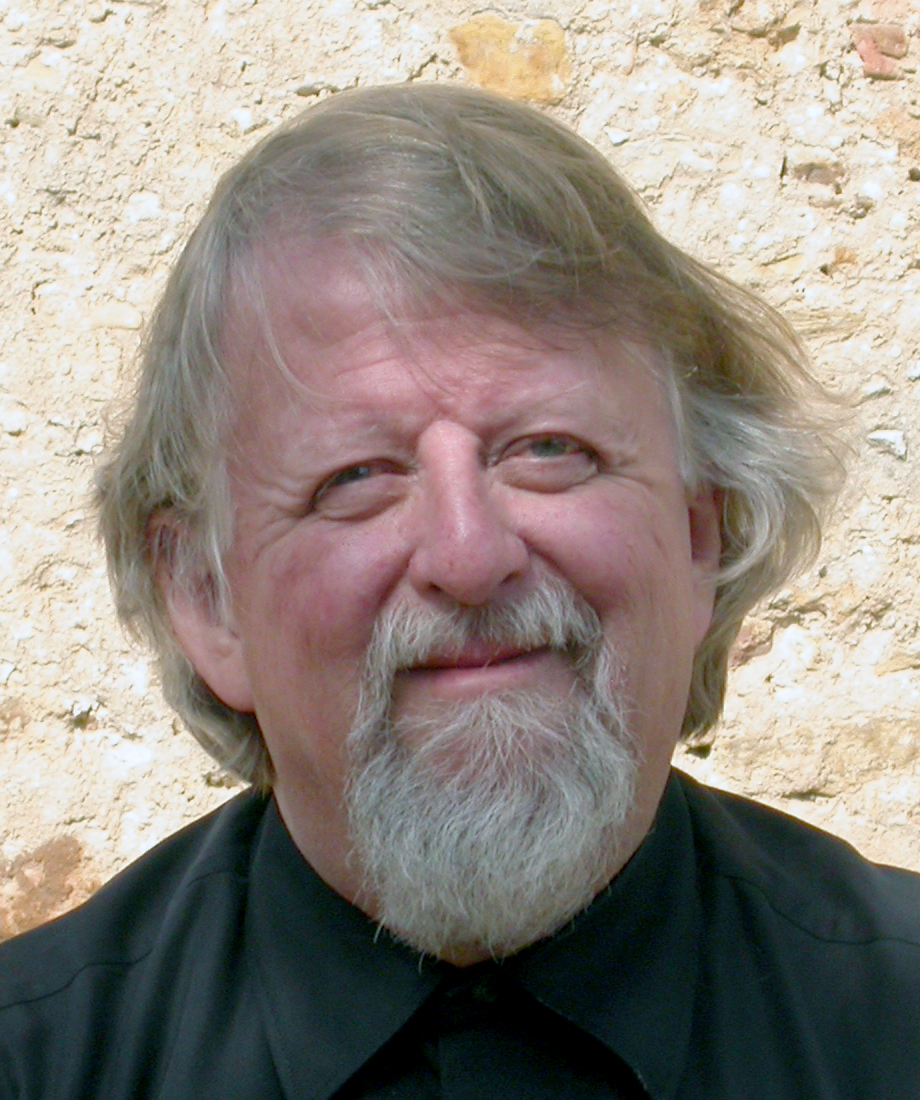
Ludwig Jäger, 2018

Ludwig Jäger (* 24. Oktober 1943 in Homburg) ist ein deutscher Sprach-, Medien- und Kulturwissenschaftler.

## Leben
Ludwig Jäger studierte in Heidelberg Germanistik, Geschichte und Philosophie. 1975 wurde er an der Universität Düsseldorf mit der Dissertation „Zu einer historischen Rekonstruktion der authentischen Sprachidee Ferdinand de Saussures“ promoviert. Die Beschäftigung mit Saussure führt Jäger bis heute fort. 1978 erfolgte seine Habilitation an der Universität Düsseldorf, 1982 die Berufung auf den Lehrstuhl für Deutsche Philologie an der RWTH Aachen (in Nachfolge von Hans Glinz).
Er war von 1984 bis 1986 Fachabteilungsleiter und von 1986 bis 1987 Dekan der Philosophischen Fakultät der RWTH sowie von 1987 bis 1990 Wahlsenator im Senat der RWTH. 1987 bis 1988 amtierte er als Sekretär der Deutschen Gesellschaft für Sprachwissenschaft (DGfS), von 1991 bis 1994 als Vorsitzender des Deutschen Germanistenverbandes. 1993/94 war er Mitglied der vom Deutschen Germanistenverbandes eingerichteten Initiativgruppe zur Gründung eines interdisziplinären Forschungskollegs „Sprache, Literatur und Kultur im Wandel ihrer medialen Bedingungen“. 1999 wurde Jäger zuerst stellvertretender, von 2002 bis 2008 geschäftsführender Direktor des Forschungskollegs „Medien und Kulturelle Kommunikation“ (SFB/FK 427) der Universitäten Aachen, Bonn und Köln und leitete das Teilprojekt „Medialität und Sprachzeichen“.
2003/2004 war er Fellow am Internationalen Forschungszentrum Kulturwissenschaften (IFK) in Wien, 2010/2011 Fellow am Internationalen Kolleg Morphomata in Köln und 2012/2013 am Freiburg Institute for Advanced Studies (FRIAS).
Er war Mitglied des Hochschulrates der Universität Gießen, Senior Advisor am Kompetenzzentrum für Gebärdensprache und Gestik (SignGes) an der RWTH Aachen sowie Senior Advisor am Internationalen Kolleg Morphomata in Köln.

## Forschungsschwerpunkte
Jägers Forschungsschwerpunkte liegen in den Bereichen Medientheorie, Sprach- und Zeichentheorie, Gebärdensprache sowie Germanistische Fachgeschichte und Theoriegeschichte der Sprachwissenschaft.

## Veröffentlichungen (Auswahl)
Eine vollständige Liste der wissenschaftlichen Publikationen findet sich auf der Webseite von Ludwig Jäger an der RWTH Aachen.

### Regelmäßige Herausgeberschaften
- Seit 2002: Herausgeber der Reihe „Mediologie“, Fink, München
- Seit 1994: Mitherausgeber der Zeitschrift „Sprache und Literatur“, Fink, München

### Monografien und Herausgeberschaften
- mit Werner Holly, Peter Krapp, Samuel Weber, Simone Heekeren (Hrsg.): Sprache – Kultur – Kommunikation/Language – Culture – Communication. Ein internationales Handbuch zu Linguistik als Kulturwissenschaft/An international Handbook of Linguistics as a Cultural Discipline. De Gruyter, Berlin 2016.
- mit Christina Bartz, Marcus Krause, Erika Linz (Hrsg.): Handbuch der Mediologie. Signaturen des Medialen. Fink, München 2012.
- mit Gisela Fehrman, Meike Adam (Hrsg.): Medienbewegungen. Praktiken der Bezugnahme. Fink, München 2012.
- mit Erika Linz, Irmela Schneider (Hrsg.): Media, Culture, and Mediality. New Insights into the Current State of Research. Transcript, Bielefeld 2010.
- Ferdinand de Saussure. Zur Einführung. Junius, Hamburg 2010.
- mit Horst Wenzel (Hrsg.): Deixis und Evidenz. Rombach, Freiburg 2008.
- mit Erika Linz (Hrsg.): Medialität und Mentalität. Theoretische und empirische Studien zum Verhältnis von Sprache, Subjektivität und Kognition. Fink, München 2004.
- Ferdinand de Saussure: Wissenschaft der Sprache. Neue Texte aus dem Nachlaß. Hg. und mit einer Einleitung versehen von Ludwig Jäger. Suhrkamp, Frankfurt am Main 2003.
- Seitenwechsel. Der Fall Schneider/Schwerte und die Diskretion der Germanistik. Fink, München 1998.
- Zu einer historischen Rekonstruktion der authentischen Sprachidee F. de Saussures. Düsseldorf 1975.